# Maria: The Virgin Witch
Maria: The Virgin Witch (japanisch 純潔のマリア, Junketsu no Maria, dt. „die jungfräuliche Maria“), auch französisch mit Sorcière de gré, pucelle de force („Hexe aus Belieben, Jungfrau aus Zwang“) untertitelt, ist ein Manga von Masayuki Ishikawa, der 2015 auch als Anime adaptiert wurde.

## Handlung
Im Frankreich des Hundertjährigen Krieges lebt die mächtige Hexe Maria, die den Krieg über alle Maßen verabscheut und daher mit ihrer Magie regelmäßig die englischen und französischen Truppen vom Schlachtfeld verjagt oder mithilfe ihres Sukkubus Artemis und Inkubus Priapos die Heerführer beeinflusst von Schlachten abzulassen. Damit zieht sie sich den Unmut des Himmels zu, da Kriege und all ihre Konsequenzen nun mal zur natürlichen Ordnung gehören und Maria sich somit in die Angelegenheiten der Menschen einmischt. Schließlich entscheidet sich der Erzengel Michael direkt einzugreifen und Maria die Magie wegzunehmen, kann aber von dem Mädchen Anne aus dem Nachbardorf, dem Maria öfters hilft, und von Joseph, der in sie verliebt ist, überzeugt werden, Marias Strafe abzumildern, sodass ihr fortan untersagt wird Magie in der Öffentlichkeit anzuwenden. Zudem würde ihr die Magie genommen, sollte sie ihre Jungfräulichkeit verlieren. Da Michael sie nicht ständig überwachen kann, stellt er ihr den Engel Ezekiel an die Seite, der die Einhaltung kontrollieren soll. Aber auch der Kirche wird Marias Treiben zu bunt und versucht sie für ihre eigenen Zwecke einzuspannen.

## Figuren
Maria (マリア)
Maria ist eine junge, aber mächtige Hexe, die den Krieg verabscheut. Sie hilft schon seit ihrer Kindheit den Menschen bei allerlei Notlagen, auch wenn sie oft von diesen mit Steinen verjagt wurde, trägt sie dies den Menschen jedoch nicht nach. Sie lebt im Wald in der Nähe eines Dorfes, deren Einwohner sie akzeptiert haben. Sie zeichnet sich durch ihre Sturheit und eine gewisse Naivität aus. Wie ihre Namensgeberin ist sie noch Jungfrau, wofür sie insbesondere von ihrem Sukkubus Artemis aufgezogen wird. Zum Fliegen benutzt sie statt eines Besens, eine Mistgabel.
Artemis (アルテミス)
Artemis ist eine weiße Eule, die von Maria in einen Sukkubus verwandelt wurde. Als solche ist sie sehr attraktiv und trägt nur weiße Gürtel über ihrem Körper als Kleidung. Ihre Aufgabe ist es nachts die einzelnen Heerführer zu besuchen und zu überzeugen oder zumindest so zu erschöpfen, so dass diese von weiteren Kampfhandlungen ablassen. Sie macht sich oft den Spaß Maria ihre Unerfahrenheit in sexuellen Dingen vorzuhalten. Sie ist benannt nach der griechischen Göttin der Jagd Artemis.
Priapos (プリアポス)
Nachdem Artemis Maria bat einen Inkubus zu schaffen, da Homosexualität gerade in Mode bei einzelnen Heerführer sei, erschuf diese aus einer weiteren weißen Eule Priapos, benannt nach dem gleichnamigen griechischen Gott der Fruchtbarkeit. Da Maria nicht weiß wie ein Mann unten herum aussieht, sind bei ihm im Gegensatz zu seinem üppigen mythologischen Vorbild an dieser Stelle nur weiße Nebelschwaden, was dieser Maria oft vorhält, da er so seine nächtliche Arbeit nicht ordentlich erledigen kann, ist ihr ansonsten aber sehr loyal.
Ezekiel (エゼキエル, Ezekieru)
Ezekiel wurde vom Erzengel Michael gesandt um sicherzustellen, dass Maria seine Anweisungen einhält. Sie hat die Figur eines Mädchens, tarnt sich aber auch als Taube. Ezekiel ist etwas naiv, was Maria ausnutzt, um weiterhin ihre Magie einzusetzen, indem sie beispielsweise hinter dem Rücken Ezekiels zaubert und ihr dann weismacht, dass das Monster das die Truppen auf dem Schlachtfeld wohl von jemand anderem herbeigezaubert wurden sein muss, oder ihr schlicht die Augen zuhält. Im Laufe der Zeit beginnt sie langsam mit Marias Ansichten zu sympathisieren, bis sie sich schließlich gegen Michael stellt und als „Strafe“ schließlich Marias und Josephs zukünftiges Kind werden wird.
Joseph (ジョセフ, Josefu)
Joseph ist der Bote von Graf Guillaume, dem Lehnsherr der Gegend in der Maria wirkt, der zwischen diesem und den Truppen Nachrichten austauscht. Dazu gehören auch Bitten an Maria, so dass er diese oft besucht. Er ist in Maria verliebt, zumal diese ihm vor dem Tod auf dem Schlachtfeld beschützte und stellt sich selbst gegen den Erzengel Michael um sie retten, was den Himmel schließlich veranlasst Marias Strafe abzusenken.
Anne (アン, An)
Anne ist ein kleines Mädchen aus dem Dorf in der Nähe von Marias Wald. Sie besucht oft Maria um Medizin für ihre Großmutter besorgen und freundet sich mit Maria an, obwohl sie strenggläubig ist.
Viv (ビブ, Bibu)
Viv ist eine Hexe aus England, die jedoch für jeden arbeitet, der ihr genügend Geld bietet. Einerseits kann sie Marias Idealismus nicht nachvollziehen, andererseits passt sie unter Einsatz ihres Lebens auch auf Maria auf, wenn sie wegen ihres Idealismus in Gefahr gerät. Sie verwendet ebenfalls einen Sukkubus, übernimmt aber auch persönlich dessen Aufgaben, wenn ihr das Ziel gefällt.
Michael (ミカエル, Mikaeru)
Michael ist der Erzengel, der den Himmel vertritt, dem es nicht gefällt, das Maria sich in die natürliche Ordnung der Menschenwelt einmischt, weswegen er ihr Beschränkungen auferlegt zu deren Einhaltung Ezekiel abgestellt wird.

### Nur Anime
Garfa (ガルファ, Garufa)
Garfa ist ein Söldner im Dienste der französischen Armee. Er ist befreundet mit Joseph, aber nicht gut auf Maria zu sprechen, da ihre Einmischung ihn daran hindert seinem Gelderwerb nachzugehen. Im Streit tötet er seinen den Söldnerführer Yvain und wird somit selbst zum Anführer. Später verliert er während einer Schlacht seinen Arm und erhält eine Eiserne Hand. Garfa wird von Bernard beauftragt Maria zu beseitigen.
Lolotte (ロロット, Rorotto)
Lolotte ist Marketenderin im Söldnertrupp. Sie ist oft in der Nähe Garfas, wodurch sie als einzige von dessen Mord an Yvain weiß.
Bernard (ベルナール, Berunāru)
Bernard ist der Neffe des Grafen Guillaume und Vorsteher eines Klosters. Ihm ist die häretische Maria ein Dorn im Auge, die er erst überzeugen will, ihre Sünden zu bereuen und der Magie abzuschwören, und als dies fehlschlägt einen Plan ersinnt Maria auszunutzen unbewusst der französischen Armee Vorteile zu verschaffen bzw. später einen Hexenprozess initiiert.
Anderseits will er aber auch Marias Beweggründe verstehen, was schließlich dazu führt, dass er eine neue theologische Position entwickelt, indem er das Gottesbild der Aufklärung vorwegnimmt in dem Engel und Dämonen keinen Platz haben. Als ihm jedoch Michael gegenübersteht, gerät er in eine Sinnkrise in deren Verlauf er Michael angreift und von diesem in eine Salzsäule verwandelt wird.
Cernunnos (ケルヌンノス, Kerununnosu)
Cernunnos ist ein alter keltischer Gott, dessen Macht durch das Christentum zurückgedrängt wurde, und der Maria des Öfteren als schemenhafte Gestalt aufsucht um sie zu überzeugen sich ihm anzuschließen.

## Veröffentlichung
Der von Masayuki Ishikawa geschriebene und gezeichnete Manga erschien in der Erstausgabe von Kōdanshas zweimonatlich erscheinendem Seinen-Manga-Magazin Good! Afternoon am 7. November 2008 und kam in Ausgabe 33 vom 5. Juli 2013 zum Ende. Die Kapitel wurde auch in drei Sammelbänden (Tankōbon) zusammengefasst:
- 05. Februar 2010, ISBN 978-4-06-310622-0 (normal), ISBN 978-4-06-358307-6 (limitiert mit Artemis-Eulen-Plüschtier)
- 07. Oktober 2011, ISBN 978-4-06-310782-1 (normal), ISBN 978-4-06-364877-5 (limitiert mit 64-seitigem B6-Artbook)
- 10. Oktober 2013, ISBN 978-4-06-387924-7 (normal), ISBN 978-4-06-364929-1 (limitiert mit zwei Bilderbüchern)

In den USA wurde der Manga von Kodansha USA lizenziert, die ihn seit dem 24. Februar 2015 im Zweimonatsabstand veröffentlichen. Im deutschsprachigen Raum erschien er von September 2016 bis Januar 2017 vollständig bei Kazé Deutschland.
Von Ausgabe 45 (7. Juli 2014) bis Ausgabe 1/2015 (6. Dezember 2014) wurde im Magazin, dann das Spin-off Junketsu no Maria: Exhibition mit Nebengeschichten zur Haupthandlung veröffentlicht, die am 7. Januar 2015 ebenfalls als Sammelband (ISBN 978-4-06-388028-1) gebündelt wurden.

## Anime
Production I.G adaptierte den bereits abgeschlossenen Manga als Anime-Fernsehserie. Regie führte Gorō Taniguchi, die künstlerische Leitung übernahmen Shigemi Ikeda und Yukiko Maruyama, während das Character Design von Yuriko Chiba für die Serie angepasst wurde. Die historische Recherche wurde durch Seiichi Shirato übernommen.
Die 12 Folgen umfassende Serie wurde vom 11. Januar bis 29. März 2015 auf TV Tōkyō ausgestrahlt, sowie mit bis zu drei Tagen Versatz auch auf KBS Kyōto, Sun TV, TV Aichi, AT-X und BS11. Parallel zur japanischen Erstausstrahlung streamt Funimation die Serie als Maria the Virgin Witch mit englischen Untertiteln sowie seit dem 22. März synchronisiert, in Nordamerika.
Die Serie erschien vom 27. März bis 26. August 2015 in Japan auf sechs DVD und Blu-ray mit je zwei Folgen.
In Deutschland ist der Anime bei dem Publisher Kazé erschienen.

### Synchronisation
| Rolle     | japanischer Sprecher (Seiyū) | deutscher Sprecher |
| --------- | ---------------------------- | ------------------ |
| Maria     | Hisako Kanemoto              | Leonie Dubuc       |
| Artemis   | Yōko Hikasa                  | Claudia Gáldy      |
| Ezekiel   | Kana Hanazawa                | Maria Hönig        |
| Josef     | Kenshō Ono                   | Ricardo Richter    |
| Michael   | Kikuko Inoue                 | Jesco Wirthgen     |
| Priapos   | Mikako Komatsu               | Sebastian Fitzner  |
| Anne      | Ai Kakuma                    | Chiara Tanfal      |
| Bella     | Yuna Yoshino                 | Nicole Hannak      |
| Bernard   | Takahiro Sakurai             | Jan Single         |
| Viv       | Mamiko Noto                  | Yeşim Meisheit     |
| Bonne     | Yuka Keichou                 |                    |
| Cernunnos | Takaya Hashi                 | Helmut Gauß        |
| Chantal   | Eri Suzuki                   | Tina Haseney       |
| Denis     | Makoto Yasamura              |                    |
| Dorothy   | Rie Takahashi                |                    |
| Edwina    | Yumi Uchiyama                | Harriet Kracht     |
| Garfa     | Yūki Ono                     | Christoph Banken   |
| Gilbert   | Natsuki Hanae                | Heiko Akrap        |
| Guillaume | Bin Shimada                  | Martin Schubach    |
| Lolotte   | Sachiko Kojima               | Barbara Kowa       |
| Martha    | Miyuki Ichijou               | Margot Rothweiler  |
| Suzanne   | Chinami Hashimoto            |                    |
| Yvain     | Kenta Miyake                 | Rainer Doering     |

### Musik
Die Musik zur Serie stammt von Masato Kōda. Der Vorspanntitel Philosophy of Dear World wurde von ZAQ getextet, komponiert und gesungen. Als Abspann wurde in den Folgen 2 bis 11 ailes verwendet, komponiert von Tatsuya Katō, getextet von Miho Karasawa, sowie gesungen unter ihrem Künstlernamen True. In Folge 12 kam im Abspann Subarashiki Minori o Utai Sasage yō (素晴らしき実りを歌い捧げよう) zum Einsatz, komponiert von Myu und getextet von Yōhei Matsui (Mitglied der Gruppe Technoboys Pulcraft Green-Fund). Beide waren auch verantwortlich für das Zwischenlied Les serments de chasteté − Junketsu no Chikai (Les serments de chasteté 〜純潔の誓い〜) in Folge 10, das ebenfalls von True gesungen wurde.